# シュコダ・100

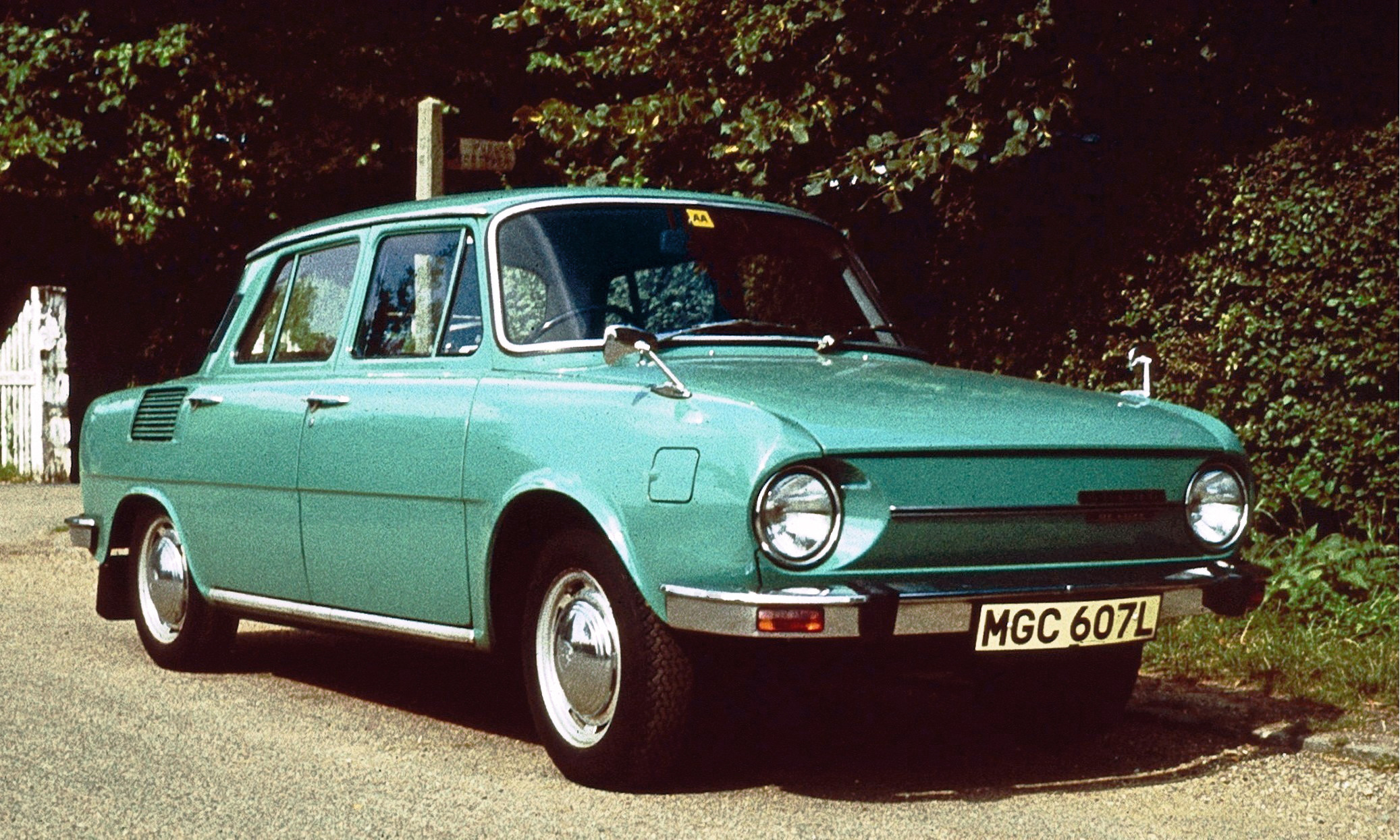
100

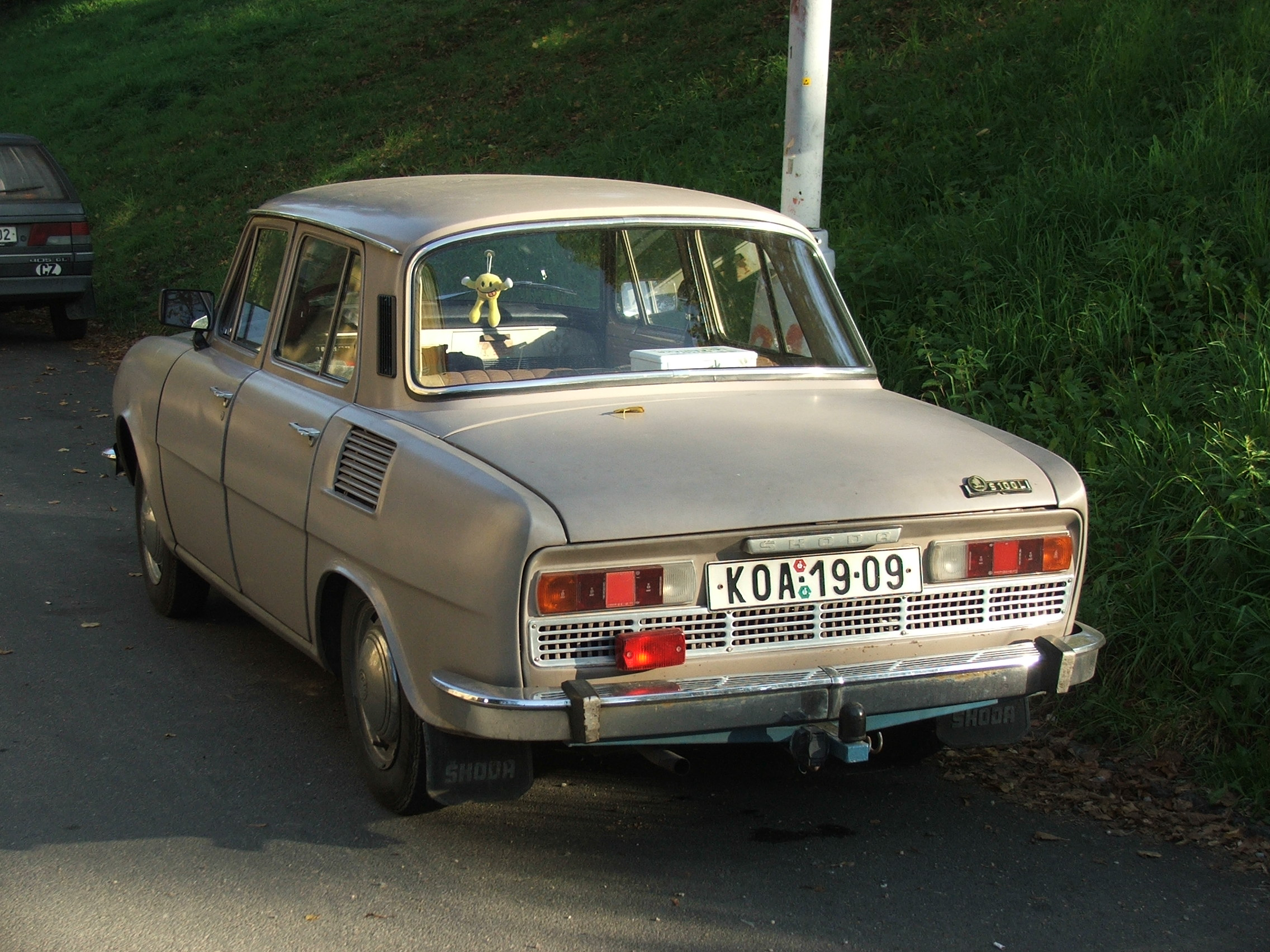
100L

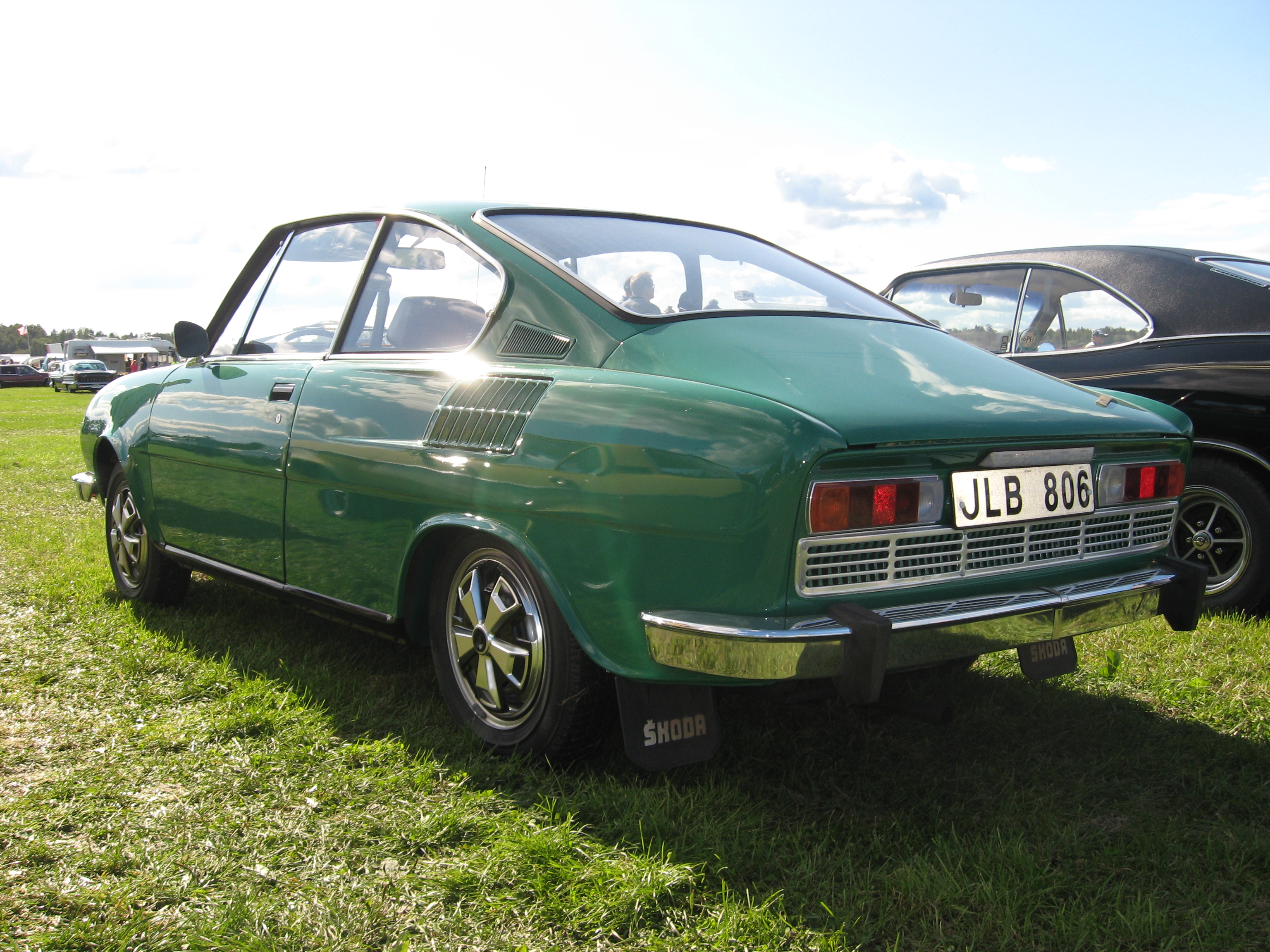
110Rクーペ

シュコダ・100/110(Škoda 100/110)は旧チェコスロバキアのムラダー・ボレスラフにあったシュコダ社が、MB1000の後継改良型として1969年にデビューさせ、1976年に105/120/125に後を譲るまで生産したリアエンジン方式の乗用車である。エンジン排気量は1000ccないし1100ccで、社会主義国の乗用車には珍しく2ドアクーペの「110Rクーペ」も存在し、こちらは1970年から1980年まで生産された。また、ラリー競技用に「120S」「130RS」も少数生産された。

## 生産台数
| 車種           | 形式名 | 生産期間  | 生産台数 |
| -------------- | ------ | --------- | -------- |
| シュコダ 100   | 722    | 1969–1977 | 602,020  |
| シュコダ 100L  | 722    | 1969–1977 | 217,767  |
| シュコダ 110L  | 717    | 1969–1977 | 219,864  |
| シュコダ 110LS | 719    | 1971–1977 | 40,057   |
| シュコダ 110R  | 718    | 1970–1980 | 56,902   |
| シュコダ 120S  | 728    | 1971–1974 | 100      |
| シュコダ 130RS | 735    | 1977–1982 | 65       |